# Manufacturing Commercial Vehicles

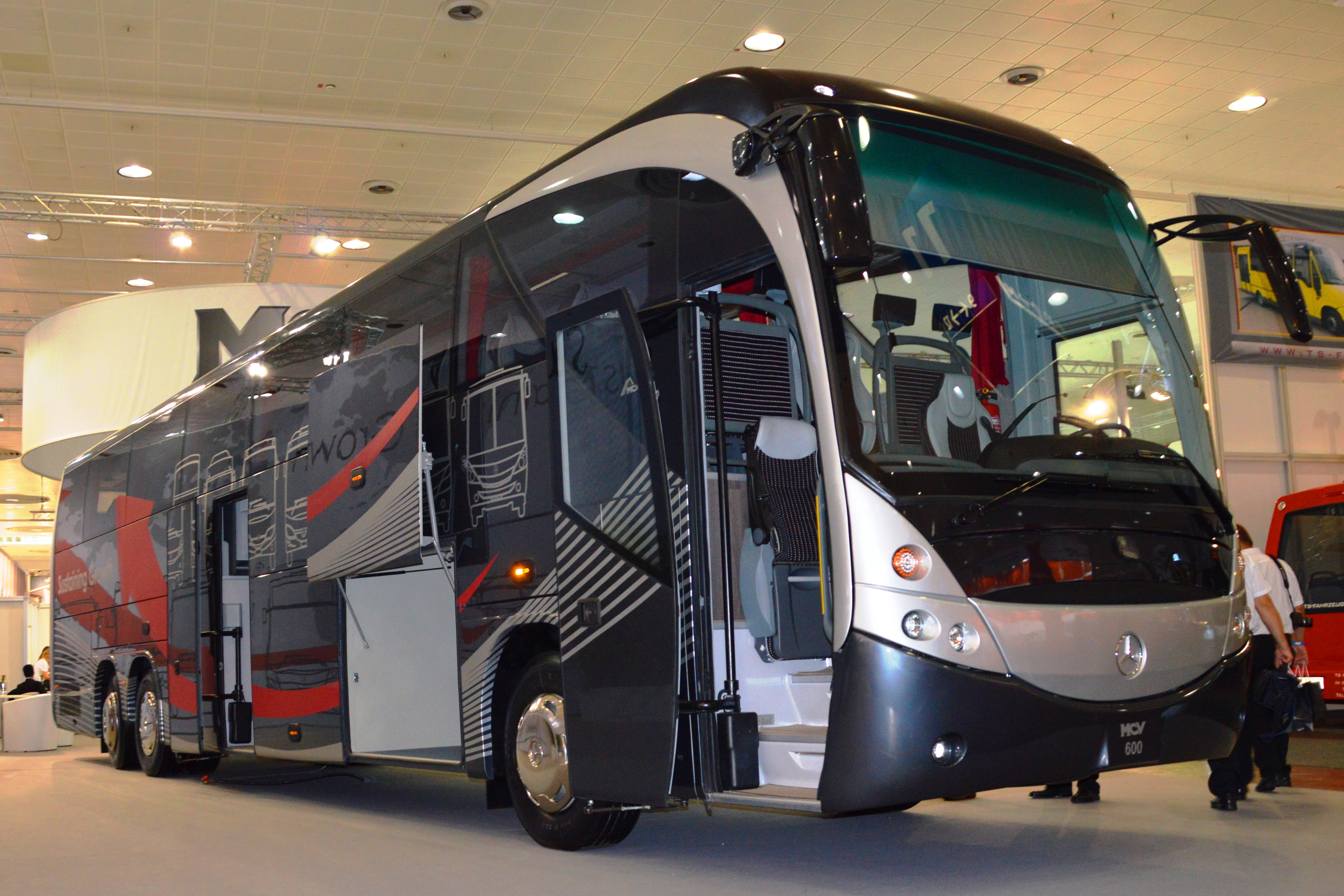
Трёхосный модернизированный MCV 600 на выставке IAA 2014

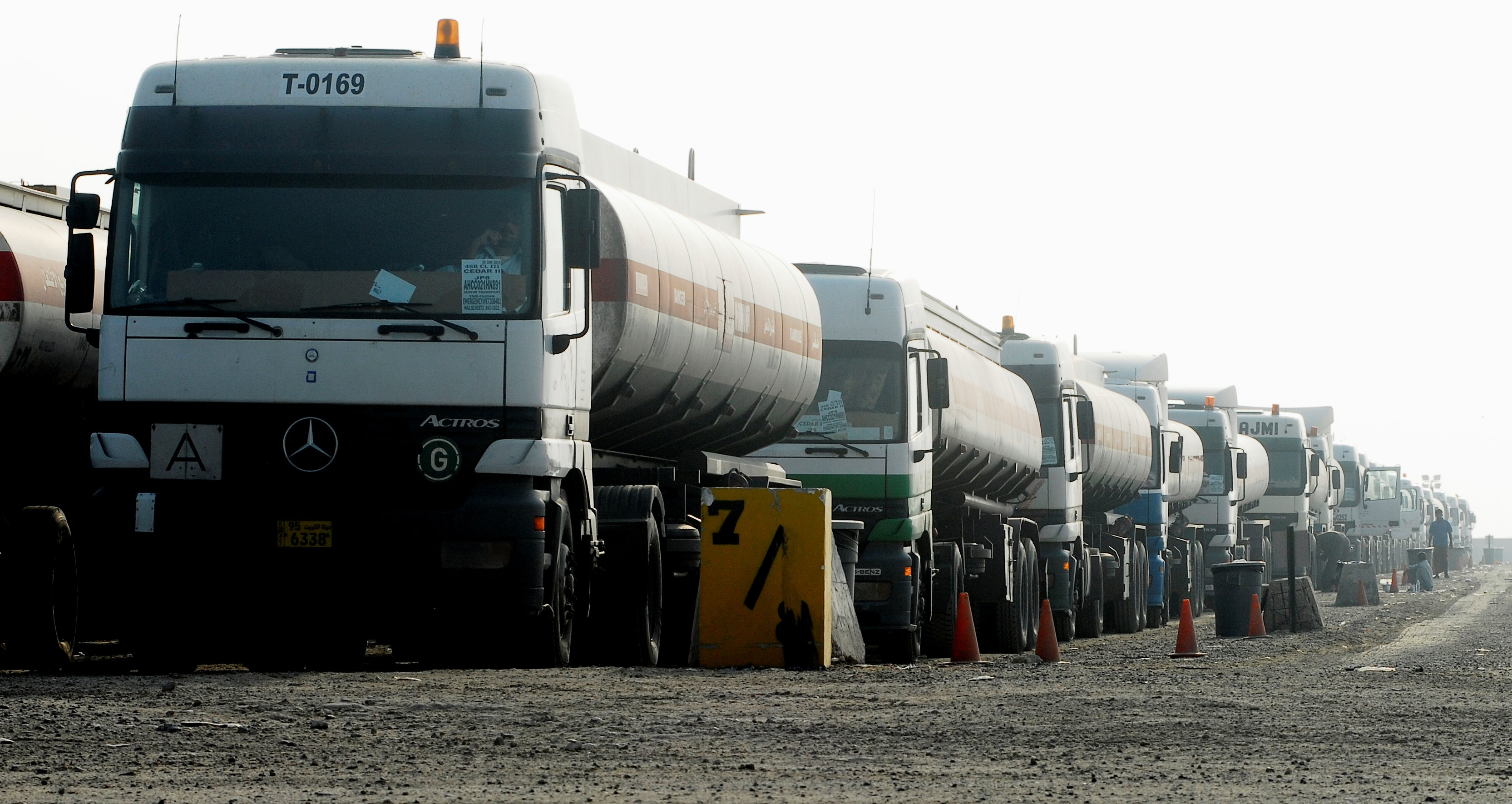
Колонна из гражданских Mercedes-Benz Actros в Ираке

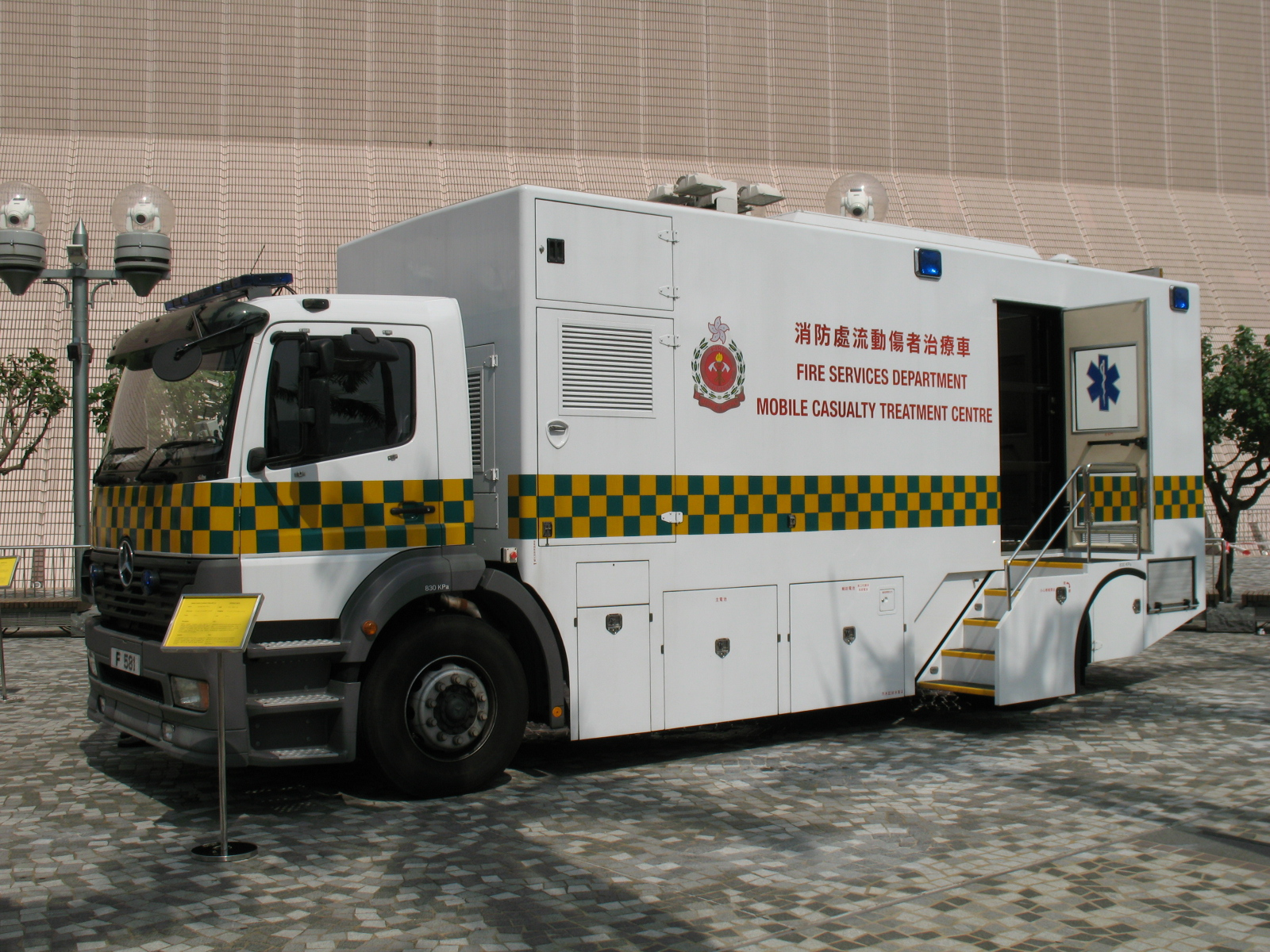
Передвижная лаборатория на базе Mercedes-Benz Axor в Гонконге

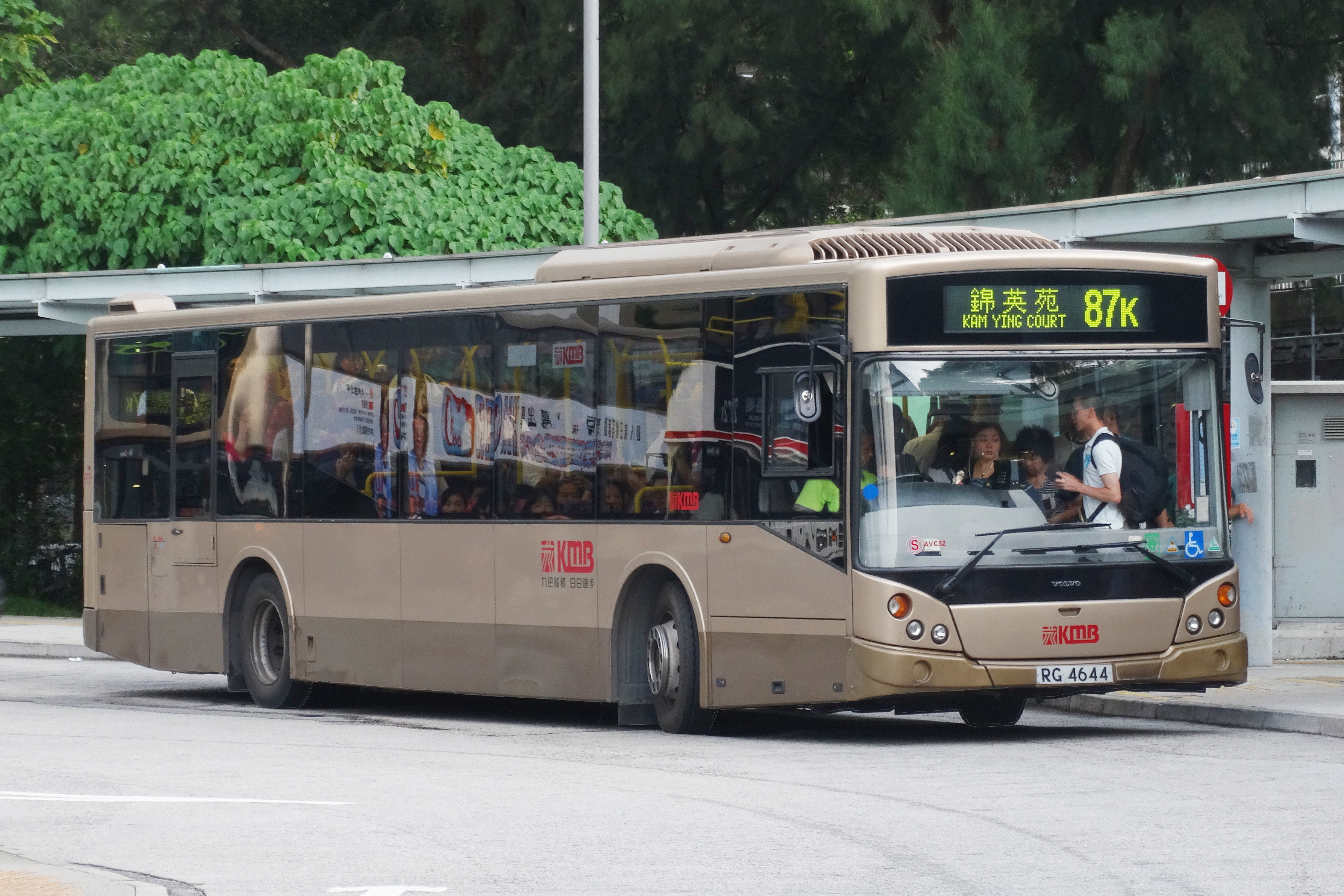
MCV Evolution на базе Volvo B7RLE в Гонконге

Manufacturing Commercial Vehicles (MCV) — египетский производитель автобусов и грузовых автомобилей. Завод-изготовитель расположен в Сальхее, а основной офис — в Эль-Убуре, рядом с Каиром. По лицензии компания выпускает транспортные средства под брендами ECHOLINE, eVolution и MCV. Некоторые модели обозначаются Mercedes-Benz MCV.

## История
Компания Manufacturing Commercial Vehicles была основана в 1994 году после того, как немецкая компания Daimler AG закупила 2 производственные мощности у Ghabbour Group. В Египте производственная мощность составляет 6000 автобусов и 1200 грузовых автомобилей в год.

## Мировые рынки
- Куба (с 1995 года)[4]
- Алжир (с 2000 года)
- ОАЭ (с 2002 года)
- Великобритания (с 2002 года)[5]
- ЮАР (с 2007 года)
- Узбекистан (с 2010 года)

## Модельный ряд

### Микроавтобусы
- Mercedes-Benz T1N

### Автобусы
- ECHOLINE E10 / 20 (также известный как Ecoline-DAFC и FOTON в КНР)
- ECHOLINE E30 (также известный как Ecoline-DAFC и FOTON в КНР)
- ECHOLINE E40 (также известный как Ecoline-DAFC и FOTON в КНР)
- eVolution-MAN C100 / C110 / C120 (с 2004)
- eVolution-DENNIS C101 / C111 / C121 (с 2004)
- eVolution C123RLE (на шасси Volvo B7RLE)
- eVolution C124RLE (на шасси Mercedes-Benz OC500LE)
- MCV Evora
- MCV EvoSeti
- MCV Alfa
- MCV Ego (с 2006; Великобритания)
- MCV Stirling
- MCV DD103 (на шасси Volvo B9TL)
- Mercedes-Benz MCV 200 Safari (с 2010, на базе Mercedes-Benz Atego)
- Mercedes-Benz MCV 240E (с 2008)
- Mercedes-Benz MCV 260C / R / S (с 2000)
- Mercedes-Benz MCV 260T
- Mercedes-Benz MCV 400 E / H / R / T
- Mercedes-Benz MCV 500 (с 1996)
- Mercedes-Benz MCV 600 (с 1996)
- Mercedes-Benz MCV C120 / C120 LE
- Mercedes-Benz Tourismo
- Mercedes-Benz Travego

### Автобусы дальнего следования
- MCV EvoTor

### Грузовые автомобили
- Mercedes-Benz Actros
- Mercedes-Benz Atego 917 / 1325 AF / 1528 AF
- Mercedes-Benz Axor 1823 / 1923 / 1928
- Mercedes-Benz LN
- Mercedes-Benz MB 1728